# Johannes Evert Hendrik Akkeringa

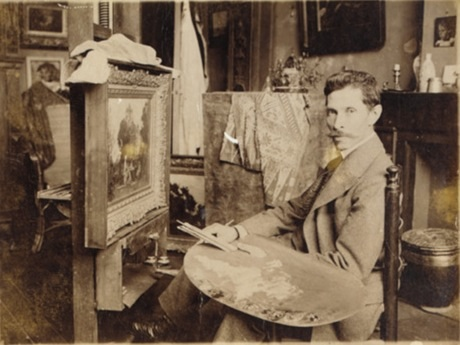
Johannes Evert Akkeringa

Johannes Evert Hendrik Akkeringa (Blinjoe, Indias Orientales Holandesas, 17 de enero de 1861-Amersfoort, 12 de abril de 1942) perteneció a la segunda generación de pintores de la Escuela de La Haya. Akkeringa era más conocido por sus pinturas y acuarelas de escenas de playa con niños y mujeres jugando, remendando redes y representaciones de 'horas de té' íntimas con figuras que conversan en un entorno frondoso y destaca por sus portentosos ramos de flores.

## Juventud

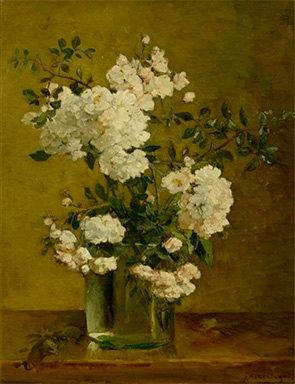
Still Life with Roses by Johannes Evert Akkeringa

Johannes Evert Hendrik Akkeringa era el segundo hijo de Johannes Evert Akkeringa y su mujer chino-javanesa Sariedja. Johannes Evert Akkeringa era ingeniero en las minas de estaño de Billiton Maatschappij en Banka y más tarde en Buitenzorg. En 1863 el padre de Akkeringa murió repentinamente a consecuencia del tifus. Después de la muerte de su padre, el joven Akkeringa, junto con su hermano y su hermana, fueron llevados a La Haya por su familia en los Países Bajos en 1865. Allí los tres niños crecieron en la casa de una tía.

## Academia

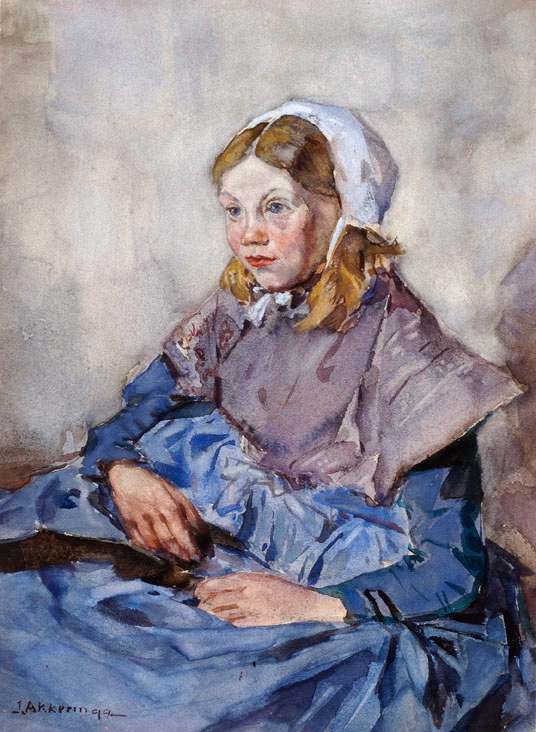
Chica joven en traje tradicional (Johannes Evert Akkeringa)

En la primavera de 1878, Akkeringa se matriculó en la Real Academia de Arte de La Haya a la edad de diecisiete años. En la Academia se hizo amigo de su compañero de estudios Willem de Zwart (1862-1931) y a lo largo de los años estudió junto con otros artistas, incluidos Floris Verster (1861-1927) y Marius Bauer (1867-1932). Es muy probable que durante el mismo período Akkeringa conociera a Isaac Israëls (1865-1934), con quien entabló una gran amistad. Las lecciones que siguió Akkeringa en la Academia consistieron principalmente en el consavido dibujo anatómico y el dibujo a partir de modelos de yeso, pero el dibujo en perspectiva y la teoría de la composición también recibían mucha atención. Además de sus estudios, Akkeringa, como muchos otros alumnos, salía a menudo a la naturaleza para trabajar al aire libre. Pronto descubrió el paisaje de La Haya como su mayor fuente de inspiración. En la primavera de 1883 Akkeringa obtuvo su certificado de dibujo, tras lo cual continuaría tomando clases en la Academia hasta 1885.
Desde agosto de 1886 hasta finales de 1887 Akkeringa continuó su educación en la Academia de Rótterdam. En el mismo año participó por primera vez en la ' Exposición de Maestros Vivos ' en la Real Academia de Arte de La Haya.

## Sociedades de pintura

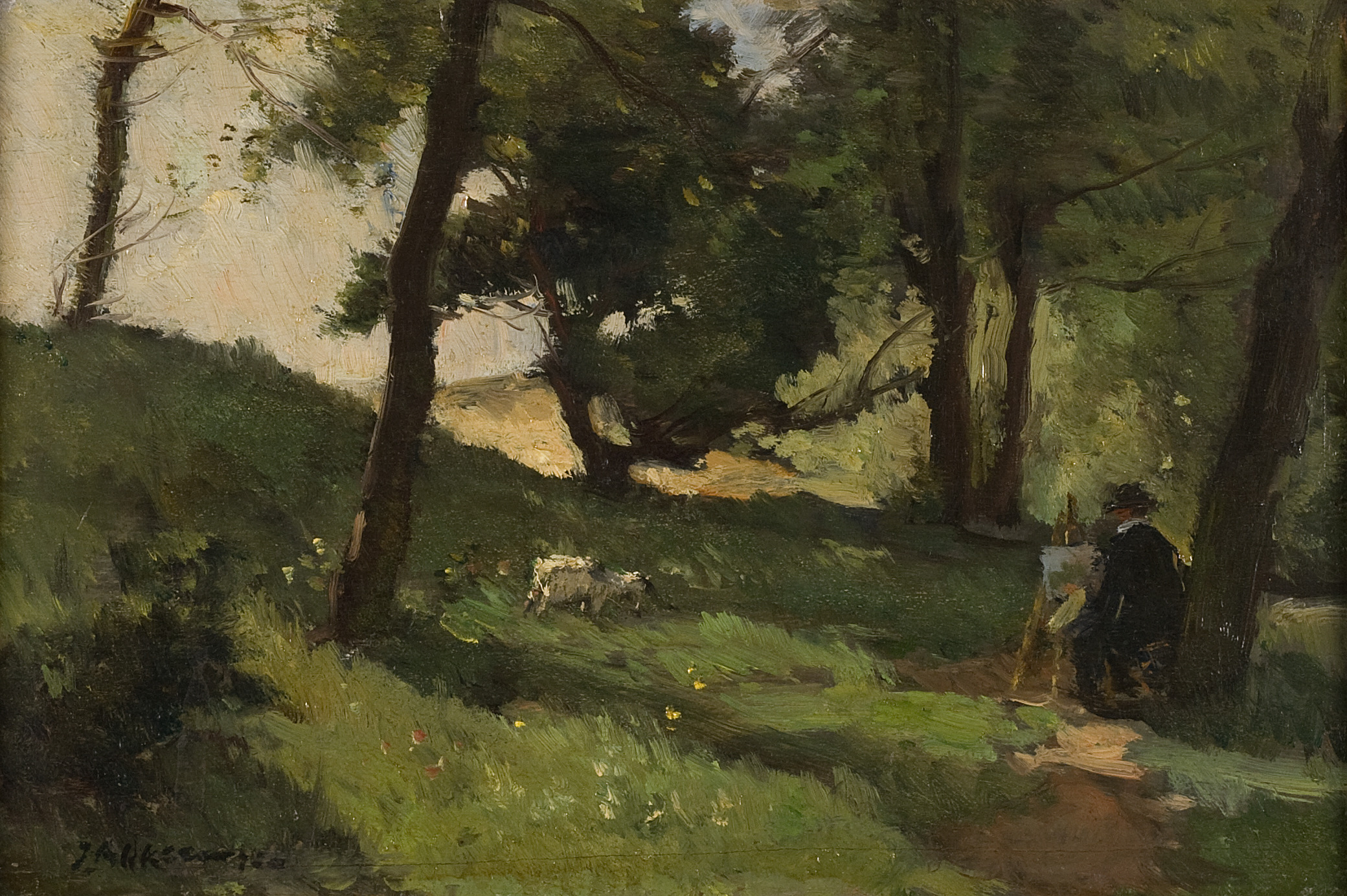
J.E.H. Akkeringa - In de duinen - E284 - Instituut Collectie Nederland

En el otoño de 1887 Akkeringa se trasladó a La Haya y unos meses más tarde a Loosduinen para dedicarse por completo a la pintura al aire libre. Allí se trasladó a un estudio junto con su amigo Cees van Waning (1861-1903). En este período surge la llamada 'colonia de pintores de Loosduinse' o la 'La Haya Barbizon'. Formaron parte, además del propio Akkeringa, Willem de Zwart (1862-1931) que ejerció una gran influencia en el estilo de Akkeringa, George Hendrik Breitner (1857-1923), Jan Toorop (1858-1928), Theo van Hoytema (1863 -1917), Hendrik Otto van Thol (1859-1902), Marius Bauer (1867-1932) y algunos otros. Loosduinen y las áreas de dunas circundantes tenían un gran atractivo para los paisajistas de La Haya, porque era una de las últimas zonas de naturaleza intactas en las cercanías de la ciudad real cerca de Scheveningen.
En octubre de 1889, Akkeringa fue aceptado oficialmente como "miembro ordinario" de la asociación de artistas de La Haya, Schilderkundig Genootschap Pulchri Studio. Junto con Théophile de Bock, entre otros, Akkeringa tomó asiento en 1891 en la junta fundadora del Haagsche Kunstkring, que, a diferencia de Pulchri, también aceptaría como miembros practicantes de otras ramas del arte además de la pintura. El 26 de junio de 1894, Akkeringa fue nominado por el pintor Hendrik Johannes Haverman y aceptado como 'miembro amante del arte' de la asociación de artistas Arti et Amicitiae. Un año después pasa a ser "miembro ordinario" y el 21 de mayo de 1909 "miembro externo". El 25 de febrero de 1897, Akkeringa, junto con su amigo Floris Arntzenius (1864-1925), fue aceptado como miembro de Hollandsche Teekenmaatschappij, donde se sentaría en la junta desde 1912 hasta 1917.
En febrero de 1892, Akkeringa recibió el encargo de realizar ilustraciones junto con Jan Toorop, Marius Bauer y Willem de Zwart para un libro que era una colección de cuentos de hadas, publicada por la editorial Elsevier de Ámsterdam. El libro se tituló 'Un libro de imaginación; Cuentos y cuentos' (1893) de Louise Ahn-De Jongh (1893). Desde noviembre de 1892 hasta octubre de 1896, Akkeringa ganó algo de dinero extra como ilustrador de Geïllustreerd Maandschrift de Elsevier.

## Vida familiar
El 15 de septiembre de 1892, Akkeringa se casó con su sobrina Willemina Suzanna (Mien) Reedijk (1866-1909). En septiembre, los recién casados se trasladaron a una casa en las afueras de la ciudad de La Haya, donde nacieron dos hijos en rápida sucesión: Leonard Johannes (Leo) (1893-1959) y Johannes Evert (Jan) (1894-1983). Durante este matrimonio, la familia se mudó regularmente dentro de las afueras de la creciente ciudad de La Haya o a la cercana Scheveningen. Akkeringa usó su entorno como inspiración para su trabajo, por lo que no solo las dunas, el mar y la población alrededor de Scheveningen y La Haya, sino también los dos hijos del pintor, su esposa y los hijos de sus amigos sirvieron con frecuencia como temas para sus pinturas. En abril de 1903, la familia Akkeringa se mudó con su suegra Reedijk a Heeze en Brabante durante dos años y vivió en la 'Villa Erica'. El área de Heeze también ha sido a menudo objeto de pinturas que Akkeringa realizó durante este período. En 1905 la familia regresó a Scheveningen. Aquí es donde murió Mien Akkeringa el 12 de diciembre de 1909.
El 20 de abril de 1917, Akkeringa se volvió a casar a la edad de cincuenta y seis años con Elsje Wilhelmine Enter (1895-1969), de 32 años. El 27 de agosto de 1921 nació un tercer hijo, Evert Hendrik Jan Akkeringa. En 1932, Akkeringa visitó a su hijo mayor, Leo, que en ese momento vivía en París en su único viaje al extranjero.
Akkeringa murió el 12 de abril de 1942 a la edad de ochenta y un años. Fue enterrado el 15 de abril en el cementerio general de Rusthof en Amersfoort. En mayo del mismo año, miembros del Pulchri Studio organizaron una exposición conmemorativa, tras lo cual el estudio de Akkeringa fue subastado el 23 de marzo de 1943 por la casa de subastas de Ámsterdam Frederik Muller & Cie.

## Obra y exposiciones

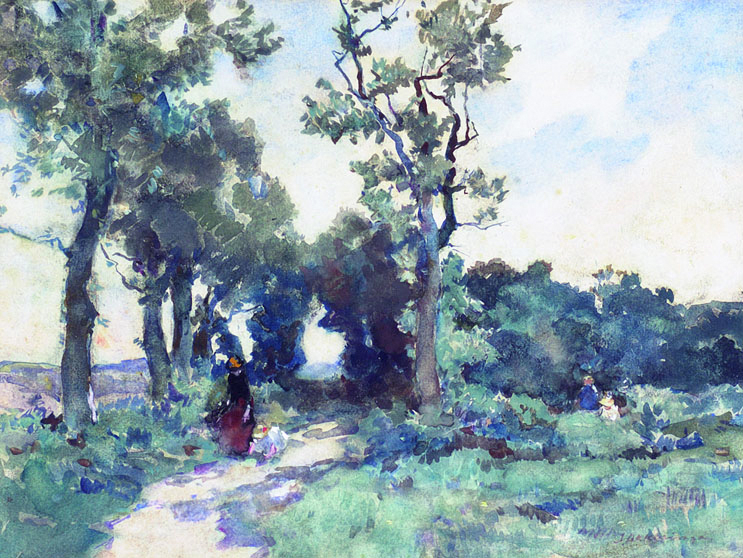
Primavera (Johannes Evert Hendrik Akkeringa)

En 1903, Akkeringa consiguió un contrato permanente con el concesionario de arte de Ámsterdam EJ van Wisselingh & Co. Su obra no solo se exhibió en las sucursales de Ámsterdam y Londres, sino también en varias exposiciones internacionales, incluidas las de Hamburgo (1902), Budapest (1908), Berlín (1908), Pittsburgh (1904, 1907 y 1909), Buenos Aires (1910), Bruselas (1910) y en la ciudad canadiense de Winnipeg (1913). De 1903 a 1914, Van Wisselingh organizó una gran exposición anual en el Pulchri Studio, donde se ofrecía regularmente la obra de Akkeringa. En abril de 1904 también organizaron una exposición a dúo con obras de Akkeringa y Jan Toorop. En el verano de 1909, Akkeringa hizo construir un estudio al aire libre, financiado por Van Wisselingh, en un terreno en las dunas de Meijendel, la zona de dunas entre La Haya y Wassenaar. En el nuevo estudio enseñó a varios alumnas, incluidas Jeanne Stigter (1877-1951) y Jeanne Faure (1893-1987). Su madre Jeanne Agatha Faure (1869-1953) había recibido lecciones de Akkeringa unos años antes, en 1907.
En 1914, Akkeringa participó en la Bienal de Venecia y en la exposición 'Exposición de obras de pintores holandeses nacidos en las Indias' en el Círculo de Arte de las Indias Orientales Holandesas en Batavia.
En 1918, Akkeringa fue nombrado en la Real Academia de La Haya como profesor de 'Dibujo a mano alzada'. En diciembre de 1921, Akkeringa tuvo su primera retrospectiva en las salas del Pulchri Studio, organizada por el concesionario de arte Van Wisselingh. También trabajó como diseñador de portadas de libros para varias editoriales.
En la primavera de 1924, se rescindió el contrato de Akkeringa con Van Wisselingh, después de lo cual finalizó también la asignación mensual que recibía el pintor.
En honor al septuagésimo cumpleaños de Akkeringa, en enero de 1932, se organizó una exposición jubilar en el Pulchri Studio. En esta ocasión, un 'comité de amigos del arte' adquirió el cuadro 'Gallo blanco muerto' para el Museo Boijmans van Beuningen. También se organizó una fiesta de aniversario en el Pulchri el 17 de enero de 1932, durante la cual Akkeringa recibió una billetera de sus amigos y admiradores.
Tras la muerte de Akkeringa, en mayo de 1942 se abrió una última retrospectiva, tras la cual el pintor y, en menor medida, su obra cayeron en el olvido. En el verano de 2005, sin embargo, el pintor y su obra volvieron a llamar la atención del público, cuando la casa de subastas Christie's de Ámsterdam organizó una exposición de invierno sobre el pintor: 'JEH Akkeringa; pintor de jardines y dunas'. Sus obras todavía se venden regularmente en el mercado del arte.